# Сихимов, Есмурат
Есмурат Сихимов (1922—1943) — младший сержант Рабоче-крестьянской Красной Армии, участник Великой Отечественной войны, Герой Советского Союза (1943).

## Биография
Родился 4 апреля 1922 года в селе Аксу (ныне — Аксуский район Казахстана).
До войны учился в педучилище, работал в сельпо.
В марте 1942 года Сихимов был призван на службу в Рабоче-крестьянскую Красную Армию и направлен на фронт Великой Отечественной войны.
К сентябрю 1943 года младший сержант Есмурат Сихимов командовал пулемётным расчётом 360-го стрелкового полка 74-й стрелковой дивизии 13-й армии Центрального фронта. Отличился во время Гомельской области Белорусской ССР. В период с 23 по 25 сентября 1943 года расчёт Сихимова во время боёв за деревню Посудово Брагинского района уничтожил немецкий пулемётный расчёт, а затем первым ворвался в деревню и два часа удерживал захваченные позиции до подхода основных сил. В тех боях получил ранения, от которых скончался 27 сентября 1943 года. Похоронен в селе Мнёв Черниговского района Черниговской области Украины.

## Награды и звания
Указом Президиума Верховного Совета СССР от 16 октября 1943 года младший сержант Есмурат Сихимов посмертно был удостоен высокого звания Героя Советского Союза. Также посмертно был награждён орденом Ленина.

## Память
- В честь Сихимова названа улица и школа в посёлке Жансугуров Алматинской области.
- Имя Героя размещено на Аллее Славы в Комарине (Гомельская область, Беларусь), с портретом и биографией[1].